# Sojoez MS-03
Sojoez MS-03 (Russisch: Союз МС-03) is een ruimtevlucht naar het Internationaal ruimtestation ISS. Het werd de 132ste vlucht van een  Sojoez-capsule en de derde van het nieuwe Sojoez MS-type. De lancering was oorspronkelijk voorzien voor 15 november 2016 (21:01 UTC), maar vond uit uiteindelijk plaats op 17 november. Tijdens deze vlucht werden drie bemanningsleden naar het Internationaal ruimtestation ISS vervoerd.

## Bemanning
| Positie           | Ruimtevaarder                       |
| ----------------- | ----------------------------------- |
| Commandant        | Oleg Novitski, RSA 2e ruimtevlucht  |
| Flight Engineer 1 | Peggy Whitson, NASA 3e ruimtevlucht |
| Flight Engineer 2 | Thomas Pesquet, ESA 1e ruimtevlucht |

Dit was tevens de reservebemanning voor Sojoez MS-01.

### Reservebemanning
| Positie           | Ruimtevaarder            |
| ----------------- | ------------------------ |
| Commandant        | Fjodor Joertsjichin, RSA |
| Flight Engineer 1 | Jack Fischer, NASA       |
| Flight Engineer 2 | Paolo Nespoli, ESA       |

Dit is eveneens de hoofdbemanning voor Sojoez MS-05, een ruimtevlucht die gepland staat voor juli 2017.